# Šumanovci
Šumanovci (Šumanovac) su naselje u Republici Hrvatskoj u Požeško-slavonskoj županiji, u sastavu grada Kutjeva.
Poznato je po svetištu Majke dobre nade.

## Zemljopis
Smješteni su 17 km istočno od Požege na cesti prema Našicama, susjedna sela su Cerovac na zapadu i Tominovac na istoku. 

## Stanovništvo
Prema popisu stanovništva iz 2011. godine imali su 139 stanovnika.
| broj stanovnika | 146   | 127   | 147   | 154   | 195   | 220   | 223   | 213   | 171   | 165   | 172   | 174   | 157   | 165   | 164   | 139   | 116   |
|                 | 1857. | 1869. | 1880. | 1890. | 1900. | 1910. | 1921. | 1931. | 1948. | 1953. | 1961. | 1971. | 1981. | 1991. | 2001. | 2011. | 2021. |

## Pitanje imena
Stanovnici još uvijek nisu sigurni u vezi imena sela. Na jednome natpisu sela piše "Šumanovci", a na drugome "Šumanovac". Također se na raznim dokumentima nalaze oba imena. U jednoj karti vojne izmjere Slavonske pokrajine (1781. – 1783.) se Šumanovac zapisao kao "Shumanowacz" što daje težinu imenu "Šumanovac".